# Paleoconservatorism
Paleoconservatorismul (uneori numit prescurtat paleocon) este o filozofie politică, întâlnită mai ales în Statele Unite, care pune în prim-plan tradiția, guvernarea limitată și societatea civilă, împreună cu identitatea de tip occidental, pe baze religioase, regionale și naționale.
Paleoconservatorii din sec. XXI subliniază adesea punctele lor de divergență cu neoconservatorii, în special în ceea ce privește intervenționismul militar, imigrația ilegală și ratele mari de imigrație legală, ca și multiculturalismul, acțiunea afirmativă (discriminarea pozitivă), comerțul liber și oferirea de ajutor extern, idei cărora se opun. Ei critică, de asemenea, bunăstarea minimă garantată prin politici sociale și social-democrația, la care fac referință, uneori, cu termenul de „statul paternalist terapeutic”, „statul protecționist-războinic” („welfare-warfare state”) sau „totalitarismul politicos”. Paleoconservatorii se identifică pe ei înșiși ca fiind continuatorii tradiției conservatoare americane.
Paul Gottfried este creditat ca fiind inventatorul termenului „paleoconservatorism”, în anii '80. El afirmă că, inițial, termenul se referea la grupuri diferite din America, cum ar fi catolicii tradiționaliști și conservatori sau agrarienii din statele din Sud, care au devenit anticomuniști în timpul Războiului Rece. Paleoconservatorismul este foarte apropiat de distributism.
Gândurile paleoconservatorilor au apărut în publicația „Chronicle: A Magazine of American Culture” („Cronica: o revistă de cultură americană”) editată de Institutul Rockford. Politicianul Pat Buchanan a fost puternic influențat de aceste idei și a ajutat la apariția altei publicații paleoconservatoare, „The American Conservative” („Conservatorul american”). Problematica sa se suprapune pe cea a curentului Vechii Drepte („Old Right”) care s-a opus politicii New Deal în anii '30 și '40, ca și pe cea a conservatorismului social american de la sfârșitul sec. XX, exprimat, de exemplu, prin lucrarea „Single Issues” a lui Joseph Sobran.

## Denumirea
Prefixul „paleo” vine de la grecescul „palaeo-” care înseamnă „vechi” sau „bătrân”. Este, oarecum, o denumire aleasă special ca să atragă atenția asupra afirmației paleoconservatorilor că ei reprezintă o tradiție conservatoare istorică, mai autentică decât cea întâlnită la neoconservatori. Adepții paleoconservatorismului se autodenumesc, adesea, pur și simplu „paleo-”. Ziaristul Rich Lowry de la „National Review” susține că alegerea prefixului dorește să mascheze faptul că acest curent este o creație ideologică recentă, apărută după sfârșitul Războiului Rece.
Paleoconservatorii utilizează termenul „conservator” într-un mod puțin diferit față de unii oponenți ai politicii de stânga din Statele Unite. Ei pot respinge încercările lui Rush Limbaugh de a altoi unele politici pe termen scurt - cum ar fi școlile alternative, zonele industriale și întreprinderile comunitare ale cultelor - la doctrina de bază a conservatorismului. Acest lucru se datorează, mai ales, dorinței paleoconservatorilor ca toate acestea să reprezinte obiective solide, de lungă durată și nu victorii de moment ale mișcării. De aceea, „paleoconii” sunt priviți, în general, ca unii care „apucă pe drumul cel lung” în ceea ce privește doctrina conservatoare din Statele Unite, acceptând să sufere înfrângeri politice temporare, dar fără să-și abată niciodată atenția de la scopul final de a stabili primatul gândirii conservatoare în politica țării.

## Neoconservatorismul
Pat Buchanan numește neoconservatorismul „o ideologie globalistă, intervenționistă, fără frontiere”. Paleoconservatorii spun că „neoconii” sunt impostori sosiți ilegitim în mișcarea conservatoare. În 1986, istoricul Stephen Tonsor, care nu acceptă eticheta de „paleoconservator”, spunea:
„M-a izbit întotdeauna ca fiind ciudat, chiar pervers, faptul că vechilor marxiști li s-a permis - chiar au fost invitați - să joace un asemenea rol determinant în mișcarea conservatoare a secolului XX. E un lucru splendid când curva orașului se convertește la religie și merge la biserică. Când și când, poate conduce bine corul, dar când începe să-i dicteze preotului ce trebuie să spună în predicile duminicale, înseamnă că lucrurile au mers prea departe.”